# 元愉
元愉（480年代—508年），字宣德，河南郡洛阳县（今河南省洛阳市东）人，魏孝文帝元宏第三子，生母袁贵人，养母广宗君王昙慈。北魏宗室、官员，后一度自立为皇帝，年号建平。

## 生平
元愉在太和二十一年八月壬戌（497年9月19日）被封为京兆王，后出任都督、徐州刺史，以彭城王元勰中军府长史卢渊兼任元愉长史，徐州的事务无论大小，都委托给卢渊。魏宣武帝元恪初年，元愉出任护军将军。魏宣武帝留恋宠爱弟弟们，元愉和其他弟弟经常出入皇宫之中，早晚睡眠停留，如同家人。魏宣武帝每天在华林游玩射箭，元愉身穿单衣骑马跟随，来往亲密。元愉后升任中书监。
魏宣武帝为元愉娶于皇后的妹妹为王妃，元愉不爱于妃，对她没有礼节。元愉在徐州时纳妾杨奥妃，原本是东郡人，元愉在夜间听到她的歌声，非常喜欢，于是宠爱杨奥妃。元愉从徐州离职回到京城时，想要提高杨奥妃的身份，托右中郎将赵郡李恃显为杨奥妃的养父，从李恃显家中以礼迎娶，杨奥妃生下儿子元宝月。于皇后将杨奥妃召进宫，用棍棒殴打，强迫命令杨奥妃在宫内出家为尼姑，把元宝月交给于妃抚养。一年多以后，于皇后的父亲于劲因为皇后长久没有生育，于是上表劝说魏宣武帝广增嫔妃侍妾，趁机命令于皇后把杨奥妃交还给元愉，元愉与杨奥妃旧日的爱更为深厚。
元愉喜爱写文章，撰写了很多诗赋。当时元愉引荐文人才士宋世景、李神俊、祖莹、邢晏、王遵业、张始均等人一起饮宴作乐，又招揽各地儒学宾客严怀真等数十人，设置馆舍礼待他们，所得到的谷子和布帛，大多分享出去。元愉又崇信佛教和道教，开支经常接应不上，与弟弟广平王元怀很是互相夸耀，竞相攀比奢华，贪纵不遵法度。于是魏宣武帝在皇宫中逮捕元愉加以审问，杖打元愉五十下，外调元愉为冀州刺史。
开始元愉自认为所居并非侍从要职，权势低于弟弟清河王元怿和广平王元怀，暗中心怀惭愧遗憾，在言语和神色上表现的很明显。元愉又因为自己和爱妾杨奥妃受到羞辱，高肇又多次向魏宣武帝说自己和几个弟弟的坏话，内外都受到压抑。当时元愉和高肇互相之间非常猜忌，元愉外任冀州刺史时，高肇举荐羊灵引担任元愉的长史，对元愉暗中监视。羊灵引仗着高肇的权势，经常抑制元愉。永平元年八月癸亥（508年9月22日），元愉在信都城门杀死长史羊灵引，召集州府官吏，谎称得到清河王元怿的密报，称高肇谋划杀害魏宣武帝，司马李遵不从，也被杀死。元愉在信都以南设立祭坛，烧柴祭告天地，登基为皇帝，大赦天下，年号建平元年，册立杨奥妃为皇后。法曹参军崔伯骥不跟从，元愉将他杀死。八月乙丑（508年9月24日），魏宣武帝诏令尚书李平出任都督北讨诸军、镇北将军、代理冀州刺史，前往讨伐元愉。
元愉派遣使者前往平原郡，以功名利禄劝说太守清河房亮追随自己，房亮当即斩杀使者，发兵防卫。元愉愤怒，派遣大将张灵和率领部下进攻房亮，被房亮击败。李平的军队经过经县，集合各路军队，抵达冀州城南十六里。九月辛巳朔（508年10月10日），元愉在城南草桥与李平的大军交战，李平奋力出击，大败元愉军队。元愉当时从马上坠地，有人下马将自己的马让给元愉，最终战死。元愉抽身逃入城，李平乘胜追击，进兵围城。九月壬辰（508年10月21日），安乐王元诠在城北击败了元愉的军队。
李平、高植、元诠四面进攻焚烧信都城。元愉知道大势已去，在九月癸卯（508年11月1日）焚烧信都城门，携带杨奥妃和四个儿子与少数部下骑马向北逃出城门，北魏各路军队追击。李平派遣统军叔孙头捉拿元愉，在离信都十里的地方将他活捉，关在信都，然后上报。群臣请求诛杀元愉，魏宣武帝不答应，诏令将元愉送到京城，用家人的规矩加以教训。元愉每次住宿在驿站时，一定握住杨奥妃的手，竭力表示感情。虽然处于拘禁之中，饮食一如既往，毫无惭愧畏惧的神色。到达野王后，高肇暗中派人将元愉杀死，又编造谎话，声称元愉对人说：“虽然皇帝慈爱深厚，不忍杀我，我又有什么脸去见皇帝！”元愉于是悲泣流泪，断气而死。人们用小棺材收敛了元愉，将他埋葬。元愉的四个儿子到达洛阳后，都被赦免。灵太后后来命令元愉的四个儿子都附属在宗室属籍中，正光四年二月壬申（523年3月17日），魏孝明帝元诩追封元愉为临洮王，以礼加以安葬，元愉的长子元宝月继承爵位，才改葬了父母，追服丧服三年。
西魏大统元年春正月戊申（535年2月18日），西魏文帝元宝炬追尊元愉为文景皇帝。
《北史》载元愉卒年二十一，这样元愉生于488年，但与其弟元怿生于487年（墓志为证）矛盾，故元愉生年待考，但不会早于其兄宣武帝出生的483年。

## 家庭

### 兄弟姐妹
- 元恂
- 魏宣武帝元恪
- 元怿，北魏太傅，领太尉公、清河文献王
- 元怀，北魏骠骑大将军、太保、领司徒、广平武穆王
- 元悦，北魏侍中、大司马、开府、汝南文宣王
- 元恌
- 蘭陵公主，嫁刘辉
- 淮陽公主，嫁乙瑗
- 长乐公主元瑛，嫁高猛
- 華陽公主，嫁司馬朏
- 順陽公主，嫁冯穆
- 濟南公主，嫁卢道虔
- 義陽公主，嫁卢元聿

### 妻妾
- 河南于氏，北魏征北将军、定州刺史、太原恭庄公于劲之女
- 杨奥妃

### 子女
- 元寶月，北魏临洮孝王
- 元寶暉，北魏临洮王
- 元宝炬，西魏文帝
- 元宝明
- 元明月，北魏平原公主

## 延伸阅读
[在维基数据编辑]
 《魏書·卷22》，出自魏收《魏书》
 《北史/卷019》，出自李延壽《北史》